# 中野城山居館
中野城山居館（なかのしろやまきょかん）は、東京都中野区中野にあった中世城館。地元ではただ「城山」と称されていた。

## 歴史
築城の経緯は不明だが、『北国紀行』の中で筆者・堯恵法印が文明17年（1485年）、中野に平重俊という人物を訪ねていることから、年代的に重俊の居館であったと推定されることがある。重俊の事績については不明だが、平姓かつ「重」の字を名乗ることから、江戸氏の支流・中野氏の人物である可能性が高い。地元では平忠常ないしは太田道灌の城跡と伝えられていた。
永正2年（1505年）、扇谷上杉氏と山内上杉氏の間で20年間近くにわたって続いた長享の乱が、扇谷上杉氏当主・朝良の降伏によって終結した。この時、講和の会議が持たれた中野陣がここ城山居館であると考えられている。またこの年、太田道灌の後継者である太田六郎右衛門尉が、中野陣で主君・朝良によって誅殺されている。
後北条氏の支配下時代に中野5ヶ郷の小代官を務め、江戸時代以降は中野村名主職を世襲した堀江家に伝わった文書によれば、城山は堀江卯右衛門が屋敷として築いたものであるという。実際に、江戸期を通じて城山を所有していたのは堀江家であった。

## 構造
約120メートル四方の方形居館で、ほぼ正方形であるが北東隅を欠いていた。周囲には障子堀がめぐらされていたことが発掘調査の結果から判明している。この障子掘は後北条氏特有の築城技術として知られている。
なお、遺構は戦国時代の中でも2つの時期のものにわかれていたという。

## 遺構
昭和初期までは土塁や堀が明確に残っていた。1916年（大正5年）の『東京府豊多摩郡誌』には「今も尚ほ幅三間許の濠を廻らし古城塞の俤を存す」とある。
マンション建設に伴う事前調査として行われた1991年（平成3年）の発掘調査時点においてもなお土塁の一部が残っていたが、マンションの造成などにより2003年（平成15年）の発掘調査時点で遺構は消滅していた。

## 観光
居館跡の南部分は現在、中野区立谷戸運動公園となっており、看板が設置されている。付近には中野区立城山公園があるが、居館跡地とは重複していない。